# Transformatorsko olje
Transformatorsko olje ali izolacijsko olje je po navadi visoko rafinirano mineralno olje, ki je stabilno pri visokih temperaturah in ima odlične električne izolacijske lastnosti. Uporablja se v oljnih transformatorjih, nekaterih vrstah visokonapetostnih kondenzatorjev, predstikalnih napravah fluorescentnih svetilk in nekaterih vrstah visokonapetostnih stikala ter odklopnikov. Služi kot izolator, za zatiranje korone in iskrenja in hladilno sredstvo.

## Razlaga
Olje pomaga hladiti transformator. Ker je tudi del električne izolacije med notranjim aktivnimi deli, mora biti transformatorsko olje stabilno pri visokih temperaturah, za daljše časovno obdobje. Da bi izboljšali hlajenje transformatorjev velikih moči, ima lahko kotel z oljem zunanje radiatorje, skozi katere kroži olje z naravno konvekcijo. Zelo veliki transformatorji ali transformatorji velikih moči (s kapaciteto več tisoč KVA), imajo lahko tudi ventilatorje, oljne črpalke, in celo vodne izmenjevalce toplote.
Veliki visokonapetostni transformatorji so podvrženi dolgotrajnemu sušenju, z uporabo električnega samo-ogrevanja, uporabo vakuuma, ali obeh skupaj se zagotovi, da je transformator popolnoma brez vlage preden ga zalijemo z oljem. To pomaga preprečiti nastajanje razelektrenj in nadaljnjih električnih okvar pod obremenitvijo.
Oljni transformatorji s konzervatorjem (posode za olje nad transformatorjem), so po navadi opremljeni s plinskim relejem (Buchholz).
To so zaščitne naprave, ki zaznavajo kopičenje plinov (npr. acetilena) v notranjosti transformatorja (stranski učinek razelektrenj ali električnega loka v navitju) in izklopijo transformator.
Transformatorji brez konzervatorja so običajno opremljeni z varnostimi ventili, ki zaznajo povečan tlak in opravljajo podobno funkcijo kot plinski releji. 
Plamenišče (min) in točka utekočinjenja (max), sta 140 °C in -6 °C. Dielektrična trdnost novega neobdelanega olja je 12 MV/m(RMS), po obdelavi pa mora biti> 24 MV/m(RMS).

## Oljni transformator
Veliki transformatorji za notranjo uporabo so lahko suhega tipa, ki ne vsebujejo hladilno izolacijske tekočine, ali pa transformatorje z manj vnetljivo tekočino. 
V 1970-ih so bili poliklorirani bifenili (PCB) pogosto uporabljeni kot dielektrična tekočina, ker niso vnetljivi. So strupeni, in pri nepopolnem zgorevanju, lahko tvorijo zelo strupene snovi, kot so furan. V zgodnjih 1970-ih so se sprožili pomisleki o strupenosti PCB-jev zaradi katerih so jih v mnogih državah prepovedali. 
Danes se uporabljajo nestrupene tekočine na stabilni silikonski osnovi ali tekočine iz fluoriranih ogljikovodikov, kjer povečani stroški za ognjevarne tekočine kompenzirajo dodatne stroške za izgradnjo transformatorskega trezorja. Negorljivi hladilni dielektrik na osnovi rastlinskega olja in sintetičnih pentaeritritola tetra maščobna kislina (C7, C8) imenovani estri so tudi vse bolj pogosti kot alternative naftnemu mineralnemu olju. Estri so nestrupeni za vodne organizme, hitro biorazgradljive, in imajo nižjo nestanovitnost in višje plamenišče od mineralnih olj.

## Testiranje in kakovosti olja
Transformatorsko olje so predmet električne in mehanske obremenitve, medtem ko transformator deluje. Poleg tega se pojavi onesnaženje, ki ga povzročajo medsebojni kemični vplivi med navitji in drugimi trdnimi izolacijami, pogojene z visoko temperaturo. Kot posledica postopnega spreminjanja kemijskih lastnosti transformatorskega olja, le to izgublja svojo učinkovitost postopoma s staranjem. Zato je potrebno to olje občasno testirati, da se ugotovi njegove električne lastnosti in se prepričati, da je še primerno za nadaljnjo uporabo, in ugotovi ali je potrebno vzdrževanje, kot je filtriranje/obnavljanje. Te teste lahko razdelimo na:
1. Analiza raztopljenih plinov
2. Analiza furanov
3. PCB analiza
4. Splošni električni in fizikalni testi: 
  - Barva in videz
  - Prebojna trdnost
  - Vsebnost vode
  - Kislost
  - Dielektrični izgubni količnik
  - Upornost
  - Usedline in blato
  - Površinska napetost
  - Plamenišče
  - Točka utekočinjenja
  - Gostota
  - Kinematična viskoznost

Podrobnosti izvedbe teh testov so na voljo v standardih, objavljenih od IEC, ASTM, IS, BS, testiranje je možno s katero koli metodo. Analiza Furanov in raztopljenih plinov sta za določanje morebitne nepravilnosti v navitjih ali papirni izolaciji, ki jih ni mogoče drugače odkriti brez popolne prenove transformatorja in ne posebej za ugotavljanje kakovosti transformatorskega olja. Predlagani intervali za te teste so: 
-Glavni in fizični testi - 2 leti
-Analiza raztopljenih plinov - letno 
-Analiza Furanov - enkrat na 2 leti, pri transformatorju, ki obratujejo najmanj 5 let.
Poliklorirani bifenili (PCB) so bili v veliki meri uporabljeni v s tekočino napolnjenih transformatorjih, v ognjeodpornih zaprtih prostorih, dokler niso bili prepovedani leta 1979 v ZDA. Ker se PCB in transformatorsko olje mešata v vseh razmerjih, in ker se je uporabljala ista oprema (bobni, črpalke, cevi, in tako naprej) za katerokoli vrsto tekočine, je mogoče onesnaženje vseh oljnih transformatorjev. Skladno z obstoječimi predpisi, lahko koncentracije PCB-jev, ki presega 5 ppm povzroči olje za razvrstitev kot nevarne odpadke v Kaliforniji (Kalifornijski kodeks predpisov, člen 22, odstavek 66.261). V ZDA so PCB-ji pod kontrolo strupenih snovi urejenih z zakonom. Kot posledica so terenske in laboratorijske preiskave za onesnaženje PCB-ja običajna praksa.

## Testiranje na terenu
Nekateri testi transformatorskega olja se lahko izvajajo na terenu, z uporabo prenosnih preskusnih naprav. Pri drugih preskusih, kot so analiza raztopljenih plinov, po navadi vzorec pošljemo v laboratorij. Elektronski on-line detektor raztopljenih plinov se lahko priključi na pomembne ali težavne transformatorje, kjer nenehno spremljanjo vsebnosti plina. Postopek za ugotavljanje izolacijskih dielektričnih lastnosti olja, vzetega iz naprave, in prebojne trdnosti na kraju samem je naslednji: v posodici sta dve standardizirani preizkusni elektrodi s tipično razmaknjenostjo 2,5 mm, obdani z vzorcem olja. Med preskusom je preizkusna napetost speljana na elektrode. Preskusna napetost se nenehno povečuje do preboja napetosti s konstantno hitrostjo približno 2kV/s. Preboj se zgodi v električnem loku, ki vodi do padca preskusne napetosti. Takoj po vžigu obloka se testna napetost samodejno izklopi. Zelo hiter izklop je ključnega pomena, saj mora energijo, ki je vložena v olje omejiti, da preboj čim manj onesnažuje olje. Efektivna vrednost preskusne napetosti se meri v samem trenutku preboja in se izpiše kot prebojna napetost. Ko je test opravljen, se izolacijsko olje samodejno premeša in zaporedje preskusov se večkrat ponovi. Rezultat prebojne napetosti se izračuna kot srednja vrednost posameznih meritev.